# Shin Bong-sun
Shin Bong sun ((Hangul: 신봉선, hanja: 申奉仙), es una comediante surcoreana. Tomó un descanso de cinco años de 2010 a 2015, que terminó cuando se unió al elenco del programa Comedy Big League.

## Series de televisión
- MasterChef Korea Celebrity[3]
- Happy Together Season 3
- Heroes
- Family Outing 2
- Infinite Girls
- Secret
- Exploration of Genders
- BIGsTORY
- Gold Miss is Coming
- Change
- Gag Concert
- Answer Me 1997
- Kim Jung-eun's Chocolate
- The Thousandth Man (cameo)
- King of Mask Singer (panelista, concursante ep. 87)
- Idol Maid

## Premios y nominaciones
| Año  | Premio                   | Categoría                                 | Nominado trabajo          | Resultado |
| ---- | ------------------------ | ----------------------------------------- | ------------------------- | --------- |
| 2005 | KBS Entertainment Awards | Premio Mejor Novato                       |                           | Ganadora  |
| 2007 | KBS Entertainment Awards | Premio a la Excelencia                    |                           | Ganadora  |
| 2008 | KBS Entertainment Awards | Premio a la excelencia- MC                |                           | Ganadora  |
| 2008 | 44 Baeksang Arts Awards  | Mejor Personalidad femenina de variedades | Feliz Juntos, temporada 3 | Ganadora  |
| 2009 | KBS Entertainment Awards | Premio a la excelencia en variedades      |                           | Ganadora  |
| 2009 | SBS Entertainment Awards | Premio Entretenimiento Excepcional        | Buen Domingo              | Ganadora  |
| 2010 | SBS Entertainment Awards | Mejor Estrella de televisión              | Buen Domingo              | Ganadora  |
| 2015 | MBC Entertainment Awards | Premio Especial                           | King of Mask Singer       | Ganadora  |
| 2021 | MBC Entertainment Awards | Top Excellence in Variety                 |                           | Ganadora  |